# You're Not Sorry
"You're Not Sorry", é uma canção da cantora Taylor Swift, lançado como single promocional do seu segundo álbum de estúdio, Fearless.

## Paradas musicais
| Paradas (2010)                      | Melhor posição |
| ----------------------------------- | -------------- |
| Canadá - (Canadian Hot 100)         | 11             |
| Estados Unidos - Billboard Hot 100  | 11             |
| Estados Unidos - US Pop (Billboard) | 21             |

## You're Not Sorry (Taylor's Version)
Em 11 de fevereiro de 2021, Swift anunciou no programa de televisão Good Morning America que uma versão regravada de "You're Not Sorry", intitulada "You're Not Sorry (Taylor's Version)", seria lançada em 9 de abril de 2021 como a primeira faixa de Fearless (Taylor's Version), a versão regravada de Fearless.